# 묘코코겐촌
묘코코겐촌(妙高々原村)은 니가타현 나카쿠비키군에 있던 촌이다. 

## 역사
- 1889년 4월 1일 - 정촌제 시행에 수반해 나카쿠비키군 묘코코겐촌이 성립하였다.
- 1956년 9월 30일 - 스기노사와촌과 합병, 정으로 승격해 묘코코겐정이 되어 소멸하였다.

## 참고문헌
- 『市町村名変遷辞典』東京堂出版、1990年。